# Gustavo Cuéllar
Gustavo Leonardo Cuéllar Gallego (ur. 14 października 1992 w Barranquilli) – kolumbijski piłkarz występujący na pozycji defensywnego pomocnika, reprezentant Kolumbii, od 2019 roku zawodnik saudyjskiego Al-Hilal.

## Kariera klubowa
Cuéllar jest wychowankiem akademii juniorskiej klubu Deportivo Cali. Do pierwszej drużyny został włączony w wieku szesnastu lat przez szkoleniowca José Eugenio Hernándeza i w Categoría Primera A zadebiutował 12 lipca 2009 w zremisowanym 2:2 spotkaniu z Envigado. W 2010 roku zdobył z Deportivo puchar Kolumbii – Copa Colombia, jednak podstawowym graczem ekipy został dopiero w listopadzie 2011, kiedy to mocniej postawił na niego trener Rubén Darío Insúa. Premierowego gola w najwyższej klasie rozgrywkowej strzelił 2 lutego 2013 w wygranej 2:1 konfrontacji z Once Caldas, zaś w jesiennym sezonie Finalización 2013 jako kluczowy gracz środka pola wywalczył wicemistrzostwo Kolumbii. Jego udane występy zaowocowały zainteresowaniem ze strony zagranicznych klubów, jednak mimo licznych ofert zawodnik zdecydował się pozostać w Deportivo. W 2014 roku zajął ze swoim zespołem drugie miejsce w krajowym superpucharze – Superliga Colombiana, a ogółem barwy Deportivo reprezentował przez pięć lat.
W lipcu 2014 Cuéllar na zasadzie wypożyczenia przeniósł się do drużyny Atlético Junior ze swojej rodzinnej Barranquilli. Tam z miejsca wywalczył sobie pewne miejsce w wyjściowej jedenastce i w sezonie Finalización 2015 zdobył z nim swoje drugie wicemistrzostwo Kolumbii. W tym samym roku drugi raz w karierze triumfował także w Copa Colombia, będąc wyróżniającym się pomocnikiem rozgrywek. Po półtora roku spędzonym w Junior, w styczniu 2016 za sumę dwóch milionów dolarów przeszedł do brazylijskiego giganta – ekipy CR Flamengo z siedzibą w Rio de Janeiro. W tamtejszej Campeonato Brasileiro Série A zadebiutował 14 maja 2016 w wygranym 1:0 meczu ze Sportem Recife; przez pierwszy rok był jednak rezerwowym dla duetu defensywnych pomocników tworzonego przez Márcio Araújo i Williana Arão. Dopiero potem zaczął notować regularne występy; w 2017 roku triumfował w lidze stanowej – Campeonato Carioca, a także dotarł do finału pucharu Brazylii – Copa do Brasil.

## Kariera reprezentacyjna
W kwietniu 2009 Cuéllar został powołany przez Ramiro Viáfarę do reprezentacji Kolumbii U-17 na Mistrzostwa Ameryki Południowej U-17. Na chilijskich boiskach miał pewne miejsce w wyjściowym składzie i rozegrał sześć na siedem możliwych spotkań (z czego pięć w pierwszej jedenastce), natomiast jego kadra uplasowała się na czwartej lokacie w turnieju. Sześć miesięcy później wziął udział w Mistrzostwach Świata U-17 w Nigerii; tam również pełnił rolę filaru drużyny narodowej i wystąpił we wszystkich siedmiu meczach (w sześciu od pierwszej minuty), zdobywając dwa gole w konfrontacji fazy grupowej z Gambią (2:2). Młodzi Kolumbijczycy dotarli wówczas do półfinału juniorskiego mundialu, gdzie ulegli późniejszemu triumfatorowi – Szwajcarii (0:4) i zajęli czwarte miejsce.
W styczniu 2011 Cuéllar znalazł się w ogłoszonym przez Eduardo Larę składzie reprezentacji Kolumbii U-20 na Mistrzostwa Ameryki Południowej U-20. Tam rozegrał pięć z dziewięciu możliwych meczów (z czego cztery w wyjściowym składzie) i zajął ze swoją ekipą szóste miejsce na rozgrywanym w Peru turnieju.
W seniorskiej reprezentacji Kolumbii Cuéllar zadebiutował za kadencji selekcjonera José Pekermana, 8 września 2015 w zremisowanym 1:1 meczu towarzyskim z Peru.